# Phillip Pettit
Phillip Pettit (nascido em 1945) é um teórico político irlandês que está atualmente radicado nos Estados Unidos, onde leciona na Universidade de Princeton.
Desenvolve proficuamente trabalhos nas mais diversas áreas como psicologia, moral e filosofia, mas tem obtido grande sucesso com suas obras sobre aspetos da participação política, controle e fiscalização do Estado e, principalmente, República, com seu "neo-republicanismo".
Em seu portal eletrônico da Universidade de Princeton torna disponíveis diversos dos seus textos.